# Тверезість
Тверезість — забезпечує ясну свідомість та вважається однією з основних християнських чеснот. Вважається, що тверезість — це природний і творчий стан людини, сім'ї та суспільства в цілому, яке вільне від запрограмованості самоотруєнням інтоксикантами, та фізичного отруєння ними в будь-яких дозах.
Тверезість (лат. sobrietas) — тривале утримання від вживання алкоголю та інших психотропних речовин
День тверезості, запропонований Рухом УГКЦ «За тверезість життя» — 1 січня.
Для боротьби з пияцтвом у Галичині у ХІХ-ХХ століттях при церквах діяли Братства тверезості.